# Iraks styrande råd
Iraks styrande råd var den av USA tillsatta övergångsregering som tillsammans med ockupationsstyrkorna styrde Irak efter Irakkriget och Saddam Husseins fall den 9 april 2003. 
Ordföranden för det styrande rådet, Izz ad-Din Salim, dödades av en bilbomb i Bagdad den 17 maj 2004.
Enligt USA skulle makten överlämnas till en ny regering den 30 juni 2004. Iraks styrande råd upphörde 1 juni 2004 och den sunnimuslimske rådsmedlemmen Ghazi al-Yawer utsågs till statschef inför maktöverlämnandet.